# 松本稔 (脚本家)
松本稔（まつもと みのる、1965年 - ）は、日本の脚本家。埼玉県出身。日本脚本家連盟会員。

## 人物・経歴
情報誌出版社やCM制作会社に勤務の後シナリオライターを志し、1993年より脚本家・松原敏春に師事。1995年、第5回菊池寛ドラマ賞（文藝春秋、高松市主催）の佳作を受賞。 1996年、フジテレビ『ガールズplus1』（深夜連続ドラマ）でプロデビュー。 2001年、第27回城戸賞（日本映画製作者連盟主催）を『棒たおし!』で受賞（キネマ旬報2002年1月下旬号（No.1348）に掲載）。2017年に函館港イルミナシオン映画祭シナリオ大賞にて、「函館ハンチング」で準グランプリを受賞。2018年、テレビ朝日新人シナリオ大賞で優秀賞を受賞（「はとポップ！」）、2019年 フィルメックスシナリオ賞準グランプリ受賞（「弱虫日記」/原作者の足立紳と共同脚本。「雑魚どもよ、大志を抱け!」と改題され2023年3月24日公開/足立紳監督) ）。
2022年より演劇ユニット華麗なる散歩の会を俳優・本井博之と二人で結成し、全公演の作・演出を担当。

## テレビドラマ
- ガールズplus1（フジテレビ）（連続）
- こんな私に誰がした（フジテレビ）連続）（第6話）
- Shin-D OH! MY WEDDING（日本テレビ）（連続）全6話
- バースデイ〜こちら椿産婦人科〜（テレビ東京）（連続）（第8話）
- LOVE ASIA 花びらの舞う海へ（2004年、テレビ西日本）（単発）（出演　西島秀俊　板谷由夏　小松政夫ほか）
- 金曜エンタテイメント 名物温泉女将！ 湯の町事件簿5（2004年5月 フジテレビ）
- 警視庁鑑識班2004（2004年、日本テレビ）（連続）第3・6・7・9話
- 恋はあせらず（1998年　フジテレビ）（6話/脚本協力）
- 東京物語（2002年　フジテレビ）（単発/脚本協力）
- Halo Halo House～ホセのニッポン・ダイアリー（2016年 ：People’s Television Network, Inc.　日本テレビ）※フィリピンの国営放送にてオンエアされたドラマ（連続8回）

## 映画
- 棒たおし!（前田哲監督）
- ドルフィンブルー フジ、もういちど宙へ（前田哲監督）
- KIZUKI 日本映画批評家大賞　国際活動賞受賞
- 春色のスープ（瀬木直貴監督） 児童福祉文化賞推薦作品
- 雑魚どもよ、大志を抱け!（2023年3月24日公開 足立紳監督)第33回TAMA CINEMA FORUM 第15回TAMA映画賞最優秀作品賞受賞[6]、第78回毎日映画コンクール脚本賞候補[7]
- 真夏の果実（いまおかしんじ監督）（2025年公開）
- オオムタアツシの青春（2025年秋公開予定）

## 舞台
- 『妙なこと』（1998年 コットンクラブプロデュース公演／演出：中嶋しゅう 出演：中西良太 河西健司 あめくみちこ 下北沢OFFOFFシアターにて）
- 『煮えきらない男、その全てにおいて』（作・演出）（出演/本井博之、成瀬志帆、金沢涼恵、浜口寛子）華麗なる散歩の会　第１回公演　喫茶朗読会　@こはぜ珈琲早稲田店（2022年）
- 『ハンチングの男、そのぱっとしない世界』（作・演出）（出演/本井博之、鈴木一功/レクラム舎、土屋良太、土屋直子、菅井玲）華麗なる散歩の会　第２回公演　喫茶朗読会　@こはぜ珈琲早稲田店（2023年）
- 『うだつの上がらない男、母校へ帰る。』（作・演出）（出演/本井博之）華麗なる散歩の会 第３回公演（ひとり芝居）@こはぜ珈琲早稲田店（2023年）
- 『とるに足らない男、そのつれあいと猫との日々』（作・演出）（出演/本井博之、金沢涼恵/キリンバズウカ）華麗なる散歩の会 第４回公演　@イズモギャラリー（早稲田）（2024年）
- 『および腰の男、そのつれあいとラッパーと』（作・演出）（出演/本井博之、金沢涼恵/キリンバズウカ、昔昔亭A太郎）華麗なる散歩の会 第４回公演　@イズモギャラリー（早稲田）（2025年）

## その他
- 列島制覇-非道のうさぎ- （東映ビデオ 監督/内田英治 出演/小沢仁志 新羅慎二(若旦那) 真飛聖 吉村界人 小柳友 渡部龍平 高橋光臣 近藤芳正 六平直政 でんでん 菅原大吉 萬田久子 笹野高史　U-NEXT、Amazonプライム・ビデオ などで配信）第３・４・５・６話　脚本
- 家族スパイダー　（ドキュメンタリー） 第54回ギャラクシー賞奨励賞、JNNネットワーク協議会賞受賞 第13回日本放送文化大賞・グランプリ候補番組[8]南日本放送制作　／構成（2016年）
- JAE Original Movie「華麗なる追跡」（金田治監督　2015年）制作： ジャパンアクションエンタープライズ　出演：佃井皆美　橋本仰未　辻本一樹　武智健二　富永研司　六本木康弘ほか
- オオカミによろしく（真田幹也監督　2014年 短編映画 20min）ちちぶ映画祭2014グランプリ受賞作品　出演：緒沢あかり　原舞歌　鏑木海智　杉山彦々　山岸拓生　池田貴美子ほか
- 花キューピット PRショートムービー「風にのせて　short stories of flowers」(10min)　監督：東海林毅　Youtube
- 日本100巡礼 思いの道 願いの道  大阪 水掛不動・一心寺編 出演/前田美波里 BS日テレ構成
- 経済ドキュメンタリードラマ ルビコンの決断 振り込め詐欺はこうして捕まった! 〜82歳と66歳 勇気ある作戦|埼玉県 おばあちゃんコンビ 出演/淡路恵子、藤田弓子 テレビ東京　脚本
- 伝説の刑事～あの重大事件の舞台裏～（筧利夫出演）テレビ東京/脚本
- 僕と彼女と図書館で（2008年、VISION-CAST）携帯サイトドラマ 脚本
- ラブレター大作戦（2008年、VISION-CAST）
- まちかどシネマ（2008年、VISION-CAST）